# Polskie Towarzystwo Logopedyczne
Polskie Towarzystwo Logopedyczne – polskie stowarzyszenie naukowe logopedów.

## Historia
Historia towarzystwa sięga roku 1959, kiedy to wokół prof. Leona Kaczmarka w Lublinie (Zarząd Okręgu ZNP) zgromadziła się grupa entuzjastów logopedii i różnych jej działów. Zasadniczym celem działania komisji było zapoznawanie nauczycieli z teorią i praktyką zwalczania wad wymowy u dzieci i młodzieży, w tym z ćwiczeniami z tego zakresu. W 1960 ukazał się w Lublinie pierwszy numer czasopisma branżowego „Logopedia: zagadnienia kultury żywego słowa”. Redaktorem naczelnym został prof. Leon Kaczmarek.
Aby rozszerzyć działanie komisji poza województwo lubelskie 25 listopada 1961 powołano Centralną Komisję Logopedyczną w Warszawie przy Sekcji Szkolnictwa Specjalnego ZNP. Próba ta nie powiodła się (nie powołano komisji okręgowych na terenie kraju) i w związku z tym 14 stycznia 1963 powstało Polskie Towarzystwo Logopedyczne z siedzibą w Lublinie (w zebraniu założycielskim uczestniczyło dwadzieścia osób). Pierwszym przewodniczącym został prof. Leon Kaczmarek. W dniach 17–18 kwietnia 1964 odbył się w Bydgoszczy I Ogólnopolski Zjazd Logopedów, zorganizowany wspólnie z bydgoskim Oddziałem Polskiego Towarzystwa Walki z Kalectwem. 31 czerwca 1964 towarzystwo liczyło 209 członków. Najliczniej reprezentowane były środowiska: warszawskie, lubelskie, poznańskie, krakowskie i łódzkie. W następnym roku założone zostały pierwsze koła terenowe towarzystwa – w Gdańsku, Bydgoszczy i Poznaniu, a w rok później także w Lublinie i Warszawie. Liczebność organizacji była następująca: 1968 – 268 członków, 1971 – 467 członków, 1980 – 502 członków, 1996 – 1600 członków, 2001 – 1900 członków i 2004 – 3100 członków.

### Przewodniczący Zarządu Głównego PTL
- kadencja 2011–2014: Tomasz Woźniak[2]
- kadencja 2014–2017: Stanisław Grabias[3]
- kadencja 2017–2020: Jolanta Panasiuk[4]
- kadencja 2020–2023: Jolanta Panasiuk[5]
- kadencja 2023–2026: Wojciech Lipski[6]